# Maria-Magdalena-Kirche (Regensburg)

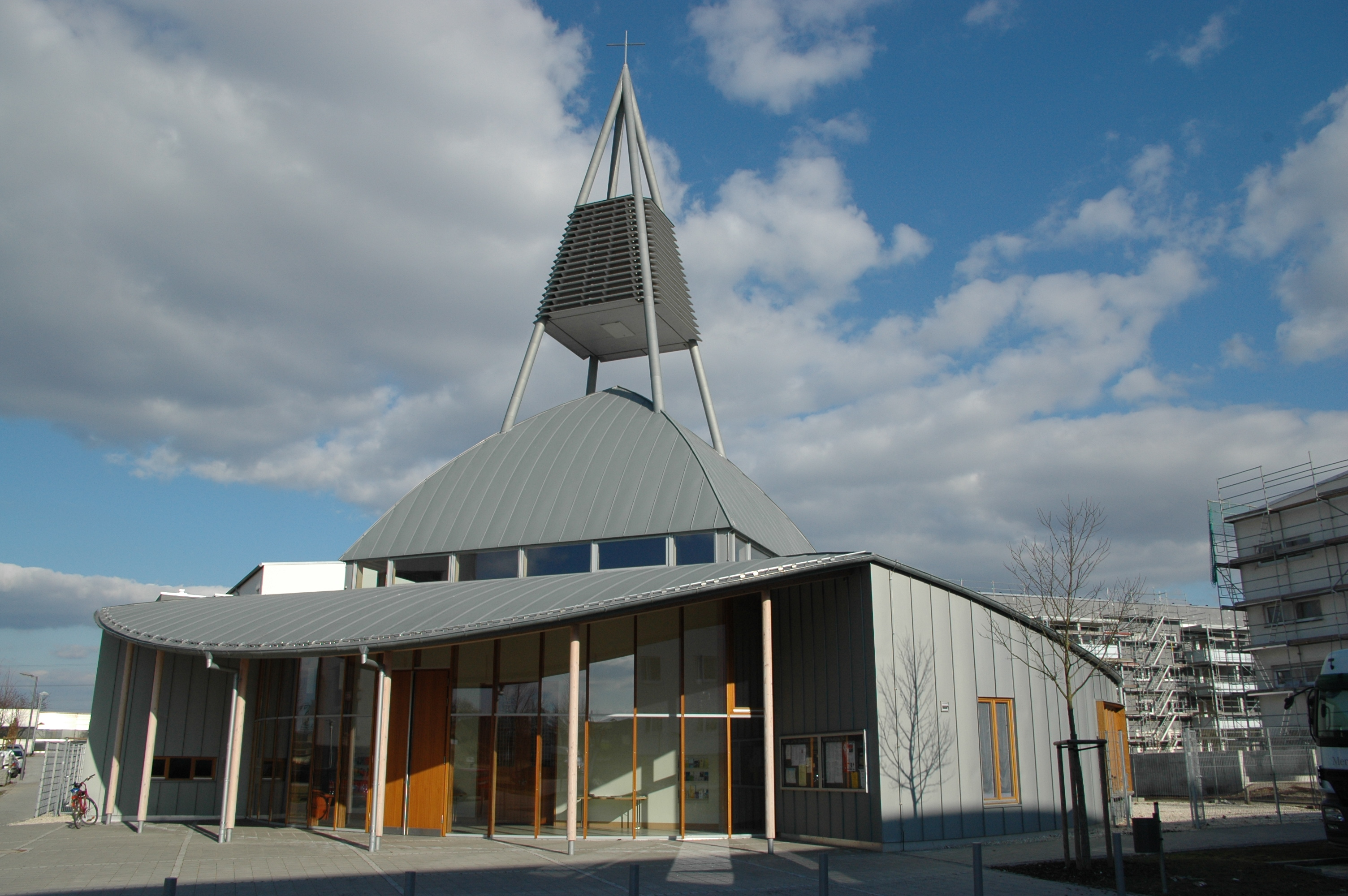
Maria Magdalena, Burgweinting

Die  Kirche Maria Magdalena  der Evangelisch-Lutherischen  Kirchengemeinde Regensburg-Maria Magdalena steht in der Rudolf-Schlichtinger-Str. 1 im Stadtteil Regensburg-Burgweinting.

## Geschichte
Das starke Bevölkerungswachstum im Regensburger Stadtteil Burgweinting machte den Bau eines neuen evangelischen Gemeindezentrums notwendig. Am 21. März 2009 wurde die Maria-Magdalena-Kirche durch den evangelischen Landesbischof Johannes Friedrich eingeweiht. Sie bietet etwa 110 Personen Platz, kann aber durch Öffnung des Gemeindesaals auf 250 Plätze erweitert werden.

## Gebäude

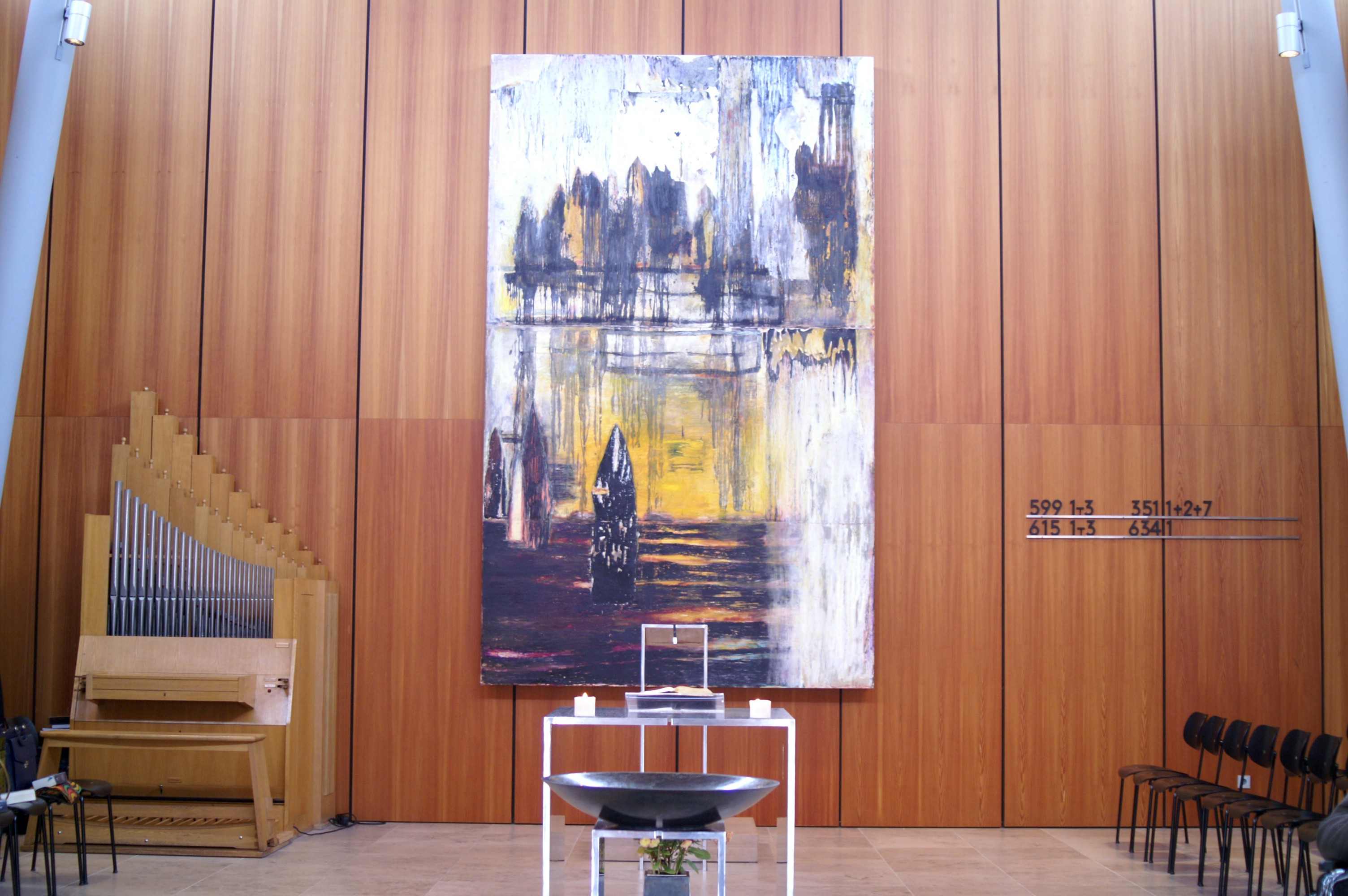
Innenraum

Das gesamte Gebäude wurde vom Münchener Architekten Ricco Johanson als ein Zentralbau mit integriertem Pfarramt, Gemeinderäumen und Glockenstube über der Kuppel gestaltet. Der Kirchenraum in der Mitte des Zentrums wird von den weiteren Räumlichkeiten umfasst: Pfarramt, Gruppenräume, Gemeindesaal und Küche. Der Gottesdienst der Gemeinde steht im Zentrum.
Die Sitzplätze sind im Halbkreis um den Altar in der Mitte angeordnet. Über dem Altar „schwebt“ ein Spiegelkreuz. Beim Blick nach oben gewinnt man den Eindruck, sich in einem Zelt zu befinden. Ein Zeichen für das „wandernde Gottesvolk“, das unterwegs ist auf Erden, aber auf dem Weg zu seinem Herrn. Das große Altarbild stammt von Horst Thürheimer und wurde eigens für die Kirche angefertigt. Es zeigt in abstrakter Gestaltung eine biblische Szene: die Begegnung Maria Magdalenas mit dem auferstandenen Christus am Ostermorgen (Joh 20,11–18 ).

## Orgel
Die Orgel ist eine Steinmeyer-Orgel ohne Opuszahl. In den 1970er Jahren wurden zwei kleine Pfeifenorgeln, die als Leihorgeln fungieren, für die Evang.-Luth. Landeskirche in Bayern erbaut. Eine davon steht derzeit in Maria Magdalena. Die Disposition lautet:
| Manual C–g3 |            |    |
| 1.          | Gedackt    | 8′ |
| 2.          | Rohrflöte  | 4′ |
| 3.          | Schwiegel  | 2′ |
| 4.          | Scharff II |    |

| Pedal C–f1 |        |     |
| 5.         | Subbaß | 16′ |

- Koppel: I/P

## Gemeindestruktur
Obwohl Burgweinting ein Stadtteil von Regensburg ist, existiert hier auch noch eine dörfliche Struktur, in der die Vereine und Kirchen eine wichtige Rolle spielen. Im Gemeindezentrum treffen sich die Gruppen und Kreise der Gemeinde, hier findet der Konfirmandenunterricht statt. Außerdem lädt die Gemeinde zu Konzerten, Lesungen, Theateraufführungen etc. ein.